# 漢希爾圖姆加尼
36°01′19″N 6°41′46″E / 36.021891°N 6.696167°E
漢希爾圖姆加尼（阿拉伯语：‎），是阿爾及利亞的城鎮，位於該國東北部烏姆布瓦吉省，由艾因凱舍拉區負責管轄，面積108平方公里，2008年人口23,159，人口密度每平方公里214人。